# 謝斯特拉河 (杜布納河支流)
謝斯特拉河是俄羅斯的河流，位於莫斯科州和特维尔州，是杜布納河的左支流，河道全長138公里，流域面積2,680平方公里，河道在11月至4月結冰，河畔小鎮有克林。